# Tigran Oganessowitsch Chudawerdjan

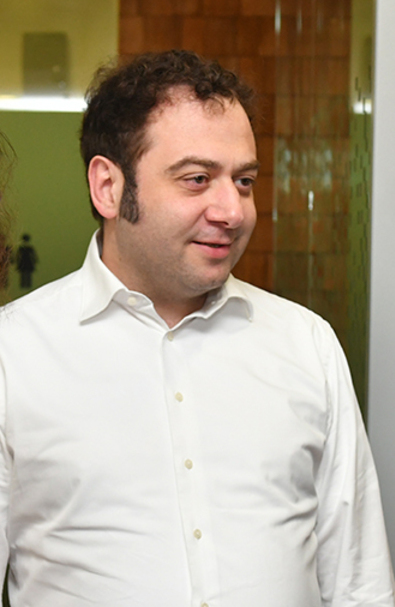
Tigran Chudawerdjan (2021)

Tigran Oganessowitsch Chudawerdjan (russisch Тигран Оганесович Худавердян, armenisch Տիգրան Հովհաննեսի Խուդավերդյան Tigran Howhannessi Chudawerdjan; * 28. Dezember 1981 in Jerewan, Armenische SSR) ist ein russischer Geschäftsmann und ehemaliger CEO von Yandex N.V.

## Leben
Chudawerdjan wurde 1981 geboren und schloss 2004 sein Studium an der Staatlichen Universität Moskau, Fakultät für Physik, ab. Bevor er zu Yandex kam, war er an der Entwicklung von Internetprojekten beteiligt und leitete ein Webstudio.
Er kam im April 2006 als Projektmanager für Portaldienste und -technologien zu Yandex. Seitdem hat er mehrere erfolgreiche Yandex-Projekte geleitet, darunter Yandex.Browser und Yandex.Navigator.
Von 2009 bis 2012 war er Leiter der Abteilung für Portalprodukte und mobile Apps. Seit 2012 ist er der Leiter der Direktion für Yandex.Browser und Yandex.Taxi und wurde 2013 zum Leiter der Produktentwicklung ernannt. Er wechselte 2015 zum Yandex.Taxi-Geschäft und war seit seiner Gründung Chief Executive Officer von MLU B.V., einem Joint Venture für Fahrdienstvermittlung und Essenslieferung mit Uber. Im Jahr 2019 wurde Tigran Chudawerdjan zum stellvertretenden CEO von Yandex N.V. ernannt. 2019 wurde er in die Young Global Leaders-Liste aufgenommen, die vom World Economic Forum initiiert wurde. Im Jahr 2020 nahm er am Weltwirtschaftsforum in Davos als Redner der Diskussion „Inequality: A Barrier to Economic Growth“ teil. Im März 2022 trat Tigran Chudawerdjan von seinen Funktionen als Executive Director und stellvertretender CEO bei Yandex NV zurück.
Chudawerdjan ist verheiratet und hat fünf Söhne. Aufgrund der Berichterstattung über den  russischen Überfall auf die Ukraine wurde Chudawerdjan auf die Sanktionsliste der EU gesetzt.